# Aplicação da lei

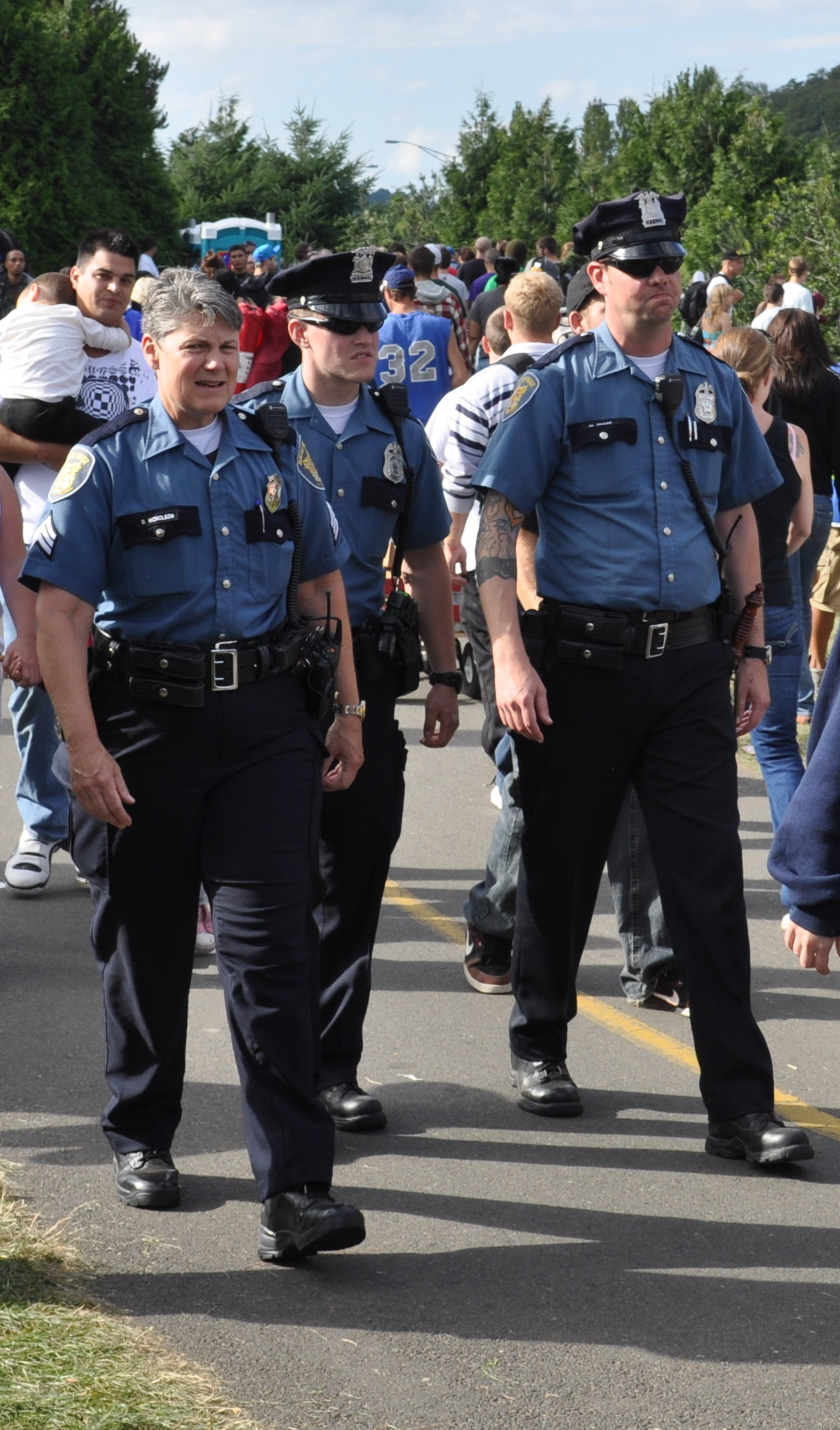
Oficiais do Departamento de Polícia de Seattle (SPD) em patrulha no Seattle Hempfest.

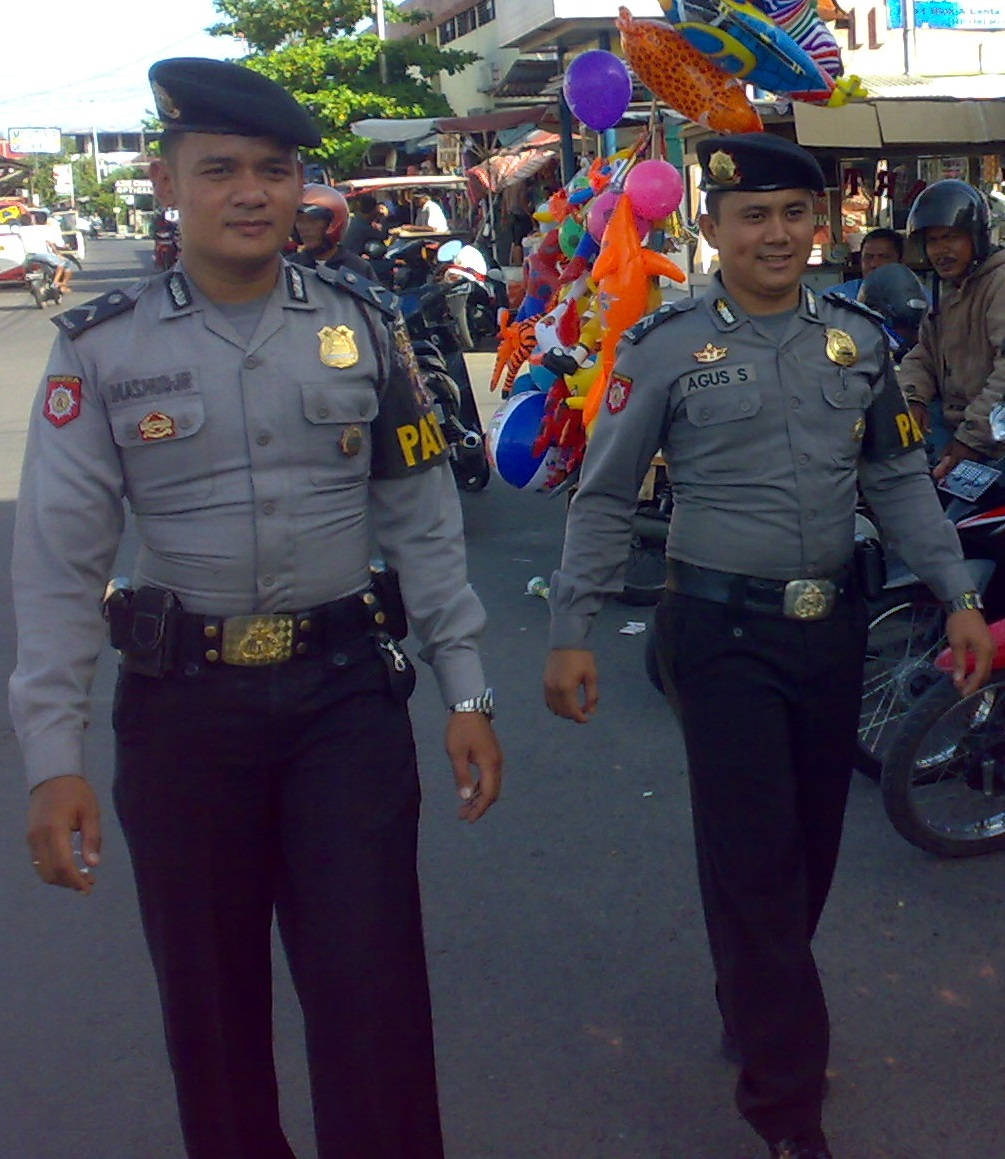
Polícia Nacional da Indonésia durante patrulha a pé

Aplicação da lei é qualquer sistema pelo qual alguns membros da sociedade agem de maneira organizada para fazer cumprir a lei descobrindo, dissuadindo, reabilitando ou punindo pessoas que violam as regras e normas que regem essa sociedade. Embora o termo abranja entidades como tribunais e prisões, é mais freqüentemente aplicado àqueles que se envolvem diretamente em patrulhas ou vigilância para dissuadir e descobrir atividades criminosas, e aqueles que investigam crimes e prendem infratores, uma tarefa tipicamente realizado pela polícia ou outra organização de aplicação da lei. Além disso, embora a aplicação da lei possa estar mais preocupada com a prevenção e punição de crimes, existem organizações para desencorajar uma ampla variedade de violações não-criminais de regras e normas, efetuadas através da imposição de consequências menos severas.

## Organizações
A maior parte da aplicação da lei é conduzida por algum tipo de órgão policial, com a agência mais típica cumprindo esse papel sendo a polícia. O investimento social na aplicação por meio de tais organizações pode ser enorme, tanto em termos dos recursos investidos na atividade quanto no número de pessoas profissionalmente engajadas para desempenhar essas funções.
As agências policiais tendem a se limitar a operar dentro de uma jurisdição especificada. Em alguns casos, a jurisdição pode se sobrepor entre as organizações; por exemplo, nos Estados Unidos, cada estado tem suas próprias armas de aplicação da lei em todo o estado, mas o Federal Bureau of Investigation é capaz de agir contra certos tipos de crimes que ocorrem em qualquer estado. Vários segmentos especializados da sociedade podem ter seus próprios acordos internos de aplicação da lei. Por exemplo, organizações militares podem ter polícia militar.